# کلکش (میانه)
کلکش (میانه)، روستایی از توابع بخش کندوان شهرستان میانه در استان آذربایجان شرقی ایران است.

## جمعیت
این روستا در دهستان گرمه شمالی قرار دارد و براساس سرشماری مرکز آمار ایران در سال ۱۳۸۵، جمعیت آن ۲۹ نفر (۸خانوار) بوده‌است.